# وحیدیه
وحیدیه یکی از شهرهای استان تهران در ایران است.
این شهر در بخش جوقین قرار دارد. شهر وحیدیه در ۲۰کیلومتری کلانشهر تهران واقع شده است.
شهر وحیدیه به مرکزیت بخش جوقین یکی ازشهرهای زیبا وخوش آب وهواست.
این شهر شامل محله‌های جوقین، شفیع‌آباد، اسماعیل‌آباد، قصبه و قُصطانک می‌باشد.
تمامی روستاهای دهستان جوقین زیر نظر شهرداری وحیدیه و با همکاری دهیاری‌ها اداره می‌شوند.

## پیشینه
در جلسه کمیسیون سیاسی-دفاعی هیئت دولت در تاریخ ۳۰ اردیبهشت ۱۳۷۵، با استناد به قانون تقسیمات کشوری و به پیشنهاد وزارت کشور، روستاهای جوقین، قصبه، قصطانک و اسماعیل‌آباد از توابع بخش مرکزی شهرستان شهریار (استان تهران) با یکدیگر ادغام و به شهر تبدیل شدند. این منطقه جدید به نام «شهر وحیدیه» شناخته خواهد شد. این مصوبه در تاریخ ۲۰ خرداد ۱۳۷۵ به تأیید رئیس‌جمهور وقت، اکبر هاشمی رفسنجانی، رسید.